# Châtelperron
Châtelperron là một xã ở tỉnh Allier thuộc miền trung nước Pháp.